# Паркет
Паркетът (на френски: parquet) е вид дървена подова настилка, изработена най-често от бук, дъб, орех, череша или иглолистна дървесина. Тя се поставя в различни геометрични фигури и мозайки – триъгълни, правоъгълни или по-сложни. В зависимост от използвания дървесен вид и в зависимост от повърхностната обработка, цветът на паркета може да е от жълтеникав, кафеникав или червеникав.
Съвременните технологии позволяват изработването на трислоен паркет, като най-често горният слой е от благородна дървесина – дъб, орех, ясен, клен, екзотични дървесини, а долните два слоя са с кръстосани нишки за повече стабилност. Трислойният паркет е лакиран или омаслен фабрично. Монтира се плаващ или чрез лепене.